# Túrógombóc

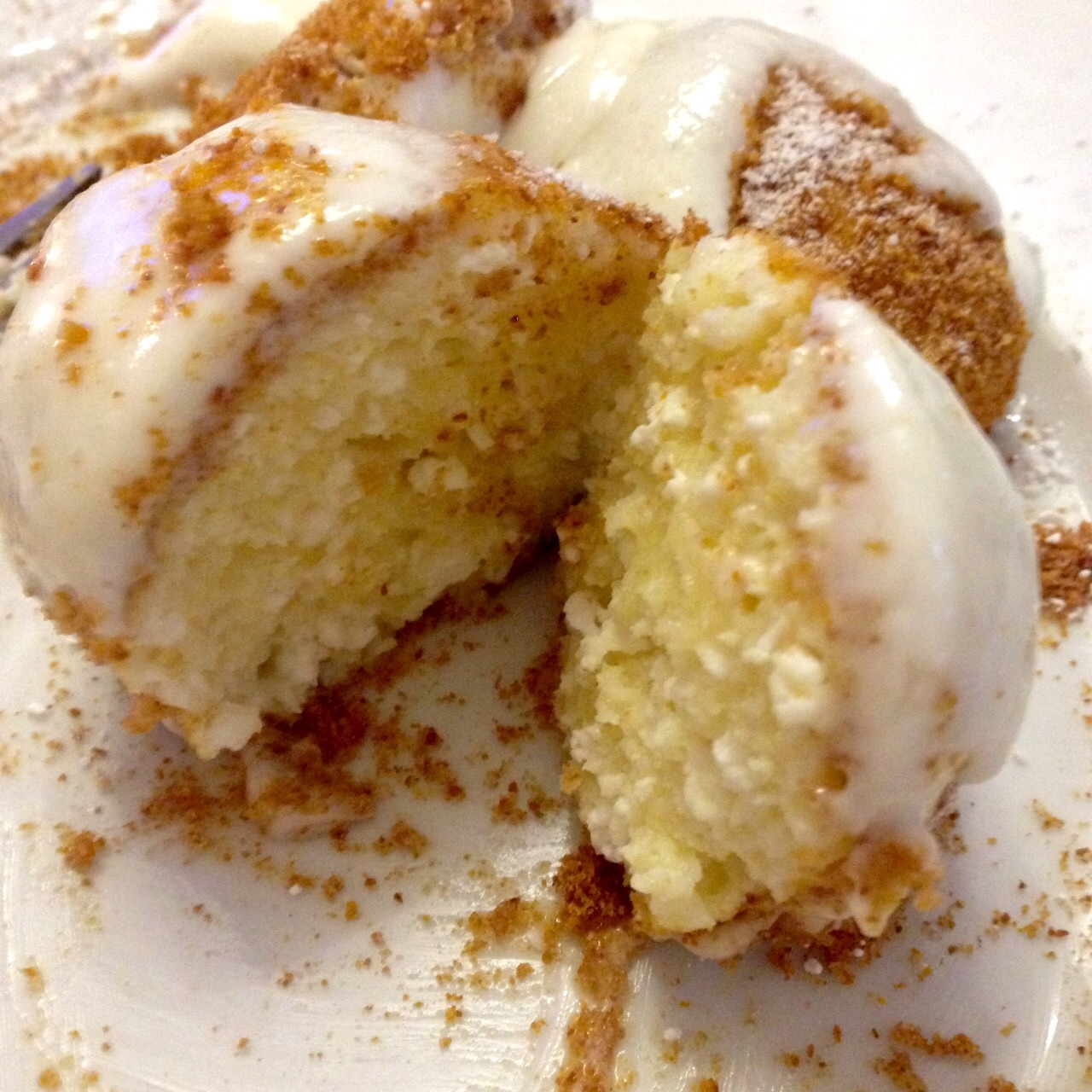
Túrógombóc

Túrógombóc [tu:ro:gombo:ts], auf Deutsch: Quarkknödel, Quarkkugeln oder Quarknudeln – in der österreichischen Küche Topfenknödel genannt – ist eine ungarische Speise.
„Túró“ steht im Ungarischen für Hüttenkäse bzw. Quark (Topfen). Bei Túrógombóc handelt es sich dabei um Knödel, in deren Teig Quark eingearbeitet ist. Andere Varianten sind Füllungen mit einer Mischung aus Quark mit Pflaumen- oder Aprikosenmarmelade oder Mohn (Mák). In Ungarn wird eine Portion „Túrógombóc“ normalerweise mit drei Knödeln und hauptsächlich mit saurer Sahne und/oder Staubzucker serviert.

## Entstehung
Entstanden ist die Speise in Zeiten, in denen vor allem Eiweiß- sowie Fettmangel in der Gesellschaft aufgrund des unzureichenden Fleischangebotes in Ungarn herrschte.
Der Quark war billiger als Fleischprodukte und lieferte fast die identischen Nährstoffe.